# یوری نیکیتین (ژیمناست)
یوری نیکیتین (ژیمناست) (به انگلیسی: Yuri Nikitin (gymnast)) ژیمناست زادهٔ ۱۵ ژوئیهٔ ۱۹۷۸ میلادی اهل کشور اوکراین است.